# Vladislav Starevič
Vladislav Aleksandrovič Starevič (ruski: Владислав Александрович Старевич; Moskva, Rusko Carstvo, 8. kolovoza 1882. – Pariz, Francuska, 26. veljače 1965.) bio je ruski filmski redatelj poljskoga podrijetla.

## Filmovi
- Lucanus Cervus (1910.)
- Lijepa Ljukanida ili rat jelenaka sa strizibubama (1912.)
- Osveta snimatelja[2] (1912.)
- Noć pred Božić (1913.)
- Skakavac i mrav (1913.)
- Portret (1915.)

## Vanjske poveznice
- Vladislav Starevič na kino-teatr.ru